# Пелевин, Валентин Васильевич
Валентин Васильевич Пелевин (7 апреля 1913, Москва — 11 октября 1958) — советский архитектор.

## Биография
Родился в Москве 7 апреля 1913 года. В 1928—1931 годах — студент Сантехстроительного техникума. Работал чертёжником и техником-строителем на стройках Кузбасса.
Учился в Московском архитектурном институте (МАРХИ) в 1933—1936 годах. В 1939 году вступил в Союз архитекторов СССР.
Принимал участие в проектировании Дворца Советов.
В 1941—1943 годах в действующей армии. В 1943 году был отозван с фронта для участия в работах по восстановлению городов. Занимался реконструкцией и строительством Севастополя. Получил первую премию в конкурсе на создание проекта центра Сталинграда.
В 1948—1949 годах совместно с Б. М. Иофаном работал над проектом главного здания МГУ. Этот проект впоследствии был передан другому авторскому коллективу и был использован в работе. В 1950—1953 годах совместно с Л. М. Поляков работал над проектом станции метро «Арбатская» Арбатско-Покровской линии.
Среди его проектов промышленные, жилые здания, станции метро, клубы, школы, районные электростанции, памятники, сооружения на Волго-Донском канале, Пантеон, административные здания. Принимал участие в шести архитектурных конкурсах.
Умер 11 октября 1958 года. Похоронен на Ваганьковском кладбище

## Москва. Проекты и постройки
- Санаторий Литфонда им. Серафимовича (соавтор И. С. Самойлова);
- Станция метро «Бауманская» — наземный вестибюль (соавтор Б. М. Иофан);
- Адмиралтейство — Наркомвоенмор на Фрунзенской набережной (1945 г.; соавтор Б. М. Иофан; конкурс);
- Захоронения у Кремлёвской стены (соавтор Б. М. Иофан);
- Высотное здание МГУ (1947 г.; соавторы: Б. М. Иофан, Л. В. Руднев);
- Министерство нефтяной промышленности СССР (соавтор Л. М. Поляков);
- Ст. метро «Арбатская» Арбатско-Покровской линии — подземный вестибюль (1953 г.; соавтор Л. М. Поляков);
- Пантеон — Памятник вечной славы великих людей Советской страны (1954 г.; соавторы: Л. М. Поляков — руководитель; Е. П. Вулых, А. Г. Рочегов; конкурс).

## Севастополь
- Театр драматический им. Луначарского (1954—1956 гг.);
- Кварталы № 9 и № 24 (1948 г.);
- Ленинский райком КПУ (1954 г.).

Известные проекты
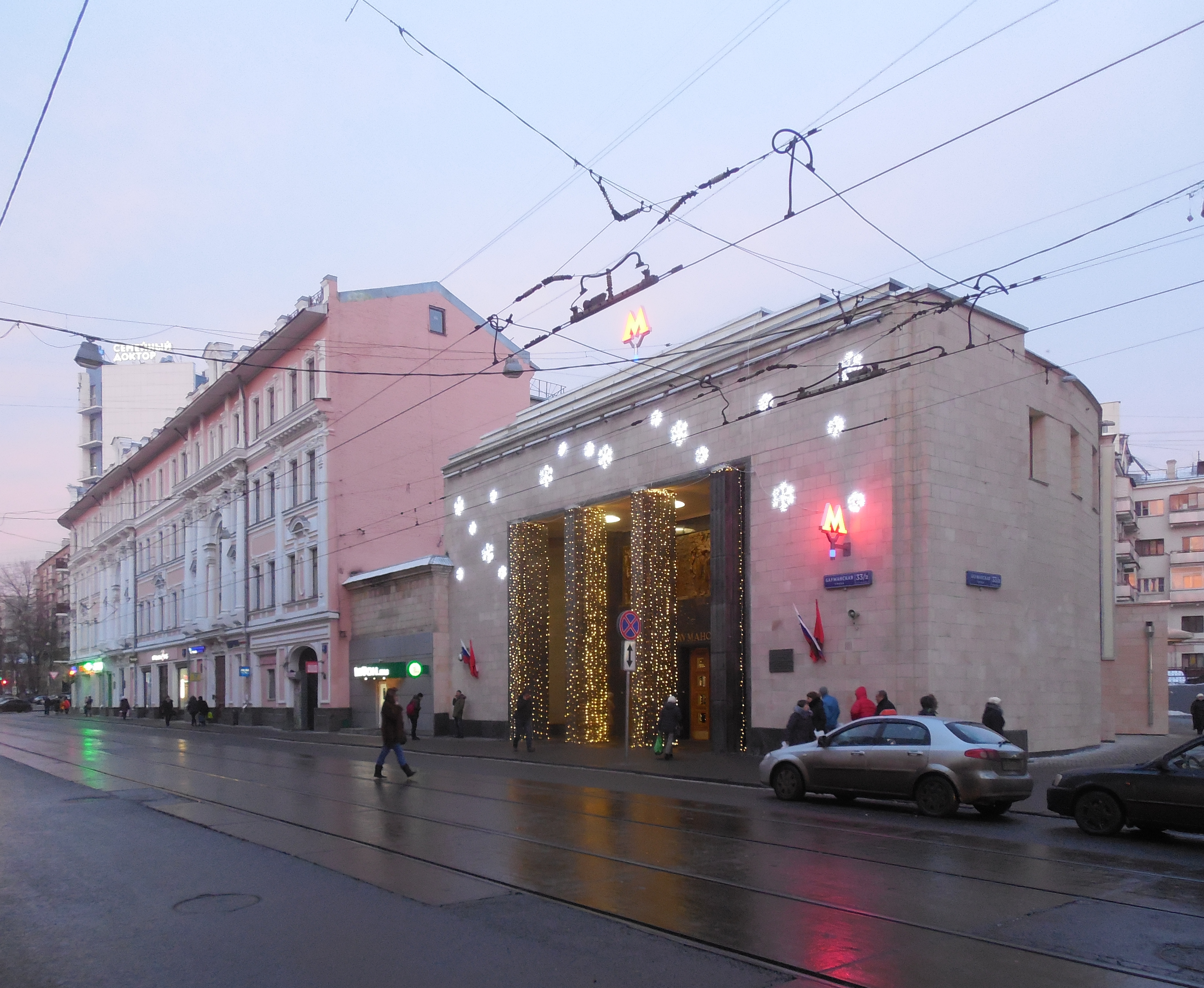
Станции метро "Бауманская", 1944
Памятная доска на фасаде станции метро "Бауманская"
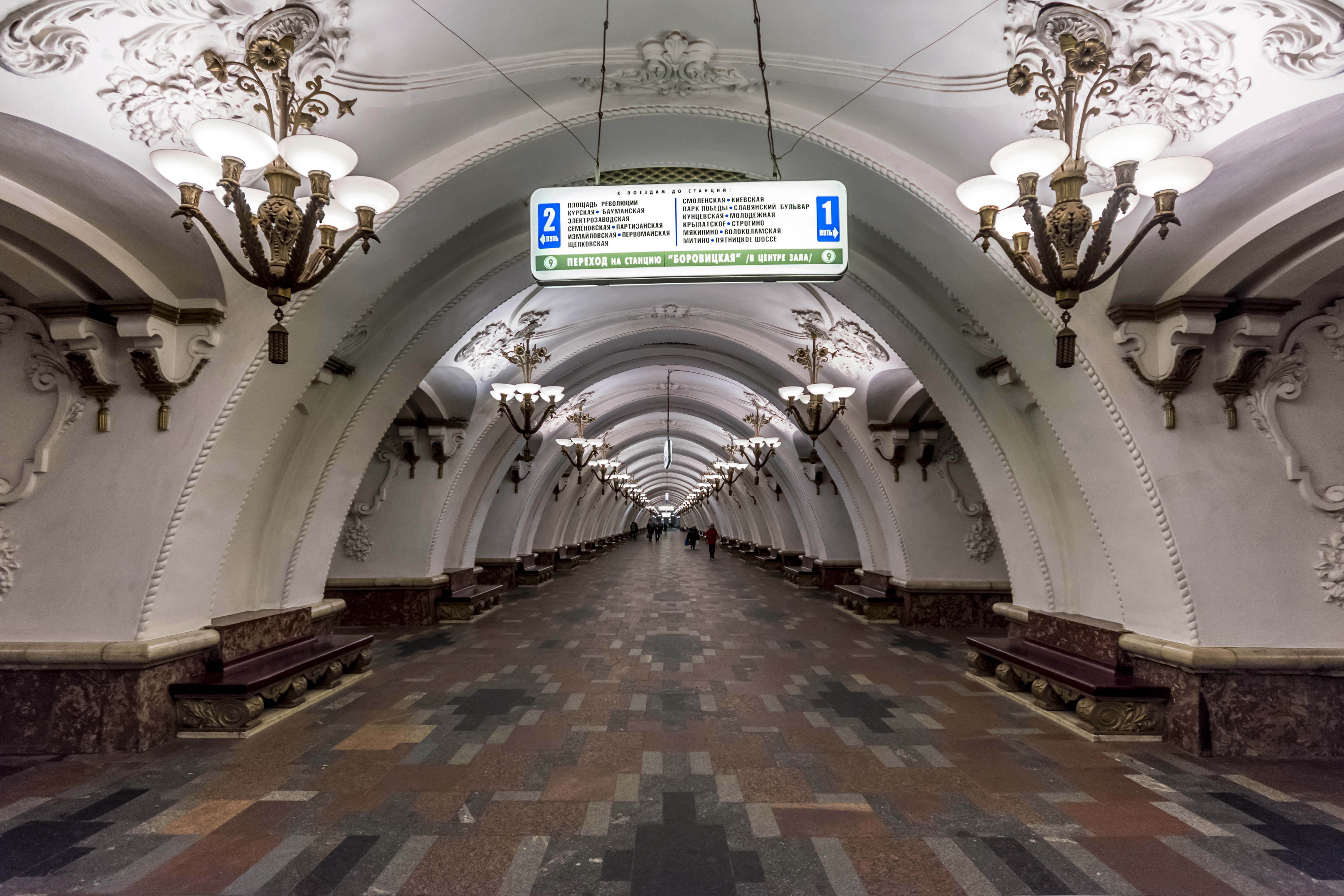
Станция метро Арбатская (Арбатско-Покровская линия)
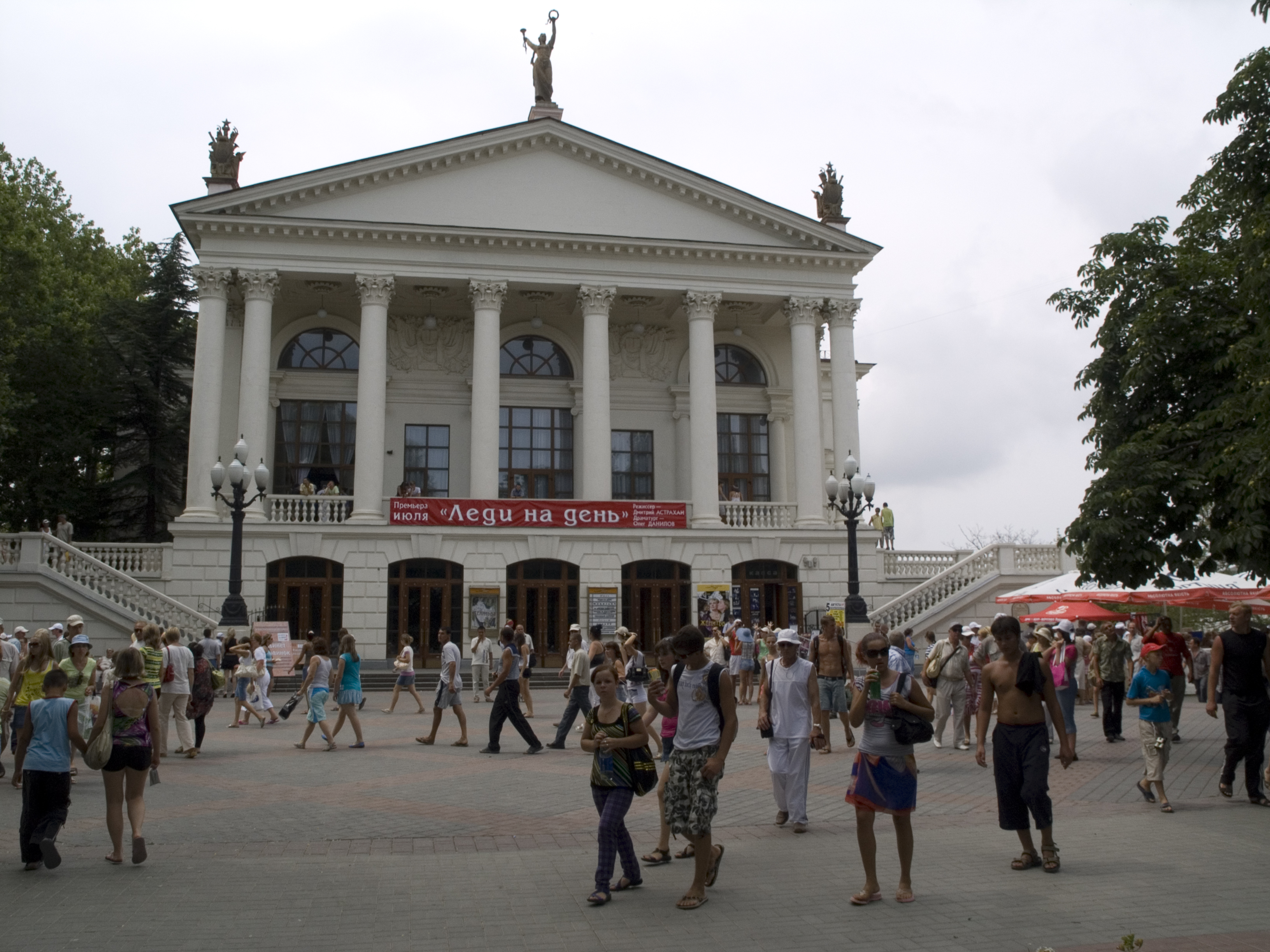
Севастопольский русский драматический театр имени А. В. Луначарского

## Семья
Дочь — Наталья Валентиновна Пелевина (1940—1987) — архитектор.